# 保罗·斯泰恩哈特
保罗·斯泰恩哈特（英語：Paul Steinhardt，1952年12月25日—），美国宇宙学家，普林斯顿大学教授。他和他的学生独立地修正了古斯的暴胀模型。在2002年時，由於對宇宙暴脹理論的貢獻而榮獲國際理論物理研究中心頒發的
狄拉克獎章。此外，他也因預測「準晶體」這種假設性的新狀態物質而聞名。